# Johannes Bronkhorst
Johannes Bronkhorst (17 juli 1946, Schiedam – 14 mei 2025) was een Nederlandse indoloog.

## Opleiding
Bronkorst studeerde vanaf 1964 wiskunde, natuurkunde en astronomie aan de Vrije Universiteit en haalde in 1968 zijn kandidaats. Hij vertrok daarna naar India, waar hij tussen 1969 en 1972 in Jaipur aan de Universiteit van Rajasthan Sanskriet studeerde. Tussen 1972 en 1979 studeerde hij Sanskriet en Pali aan de Universiteit van Poona in Poona, waar hij in 1976 zijn MA behaalde en in 1979 zijn PhD. Terug in Nederland behaalde hij in 1980 aan de Universiteit Leiden zijn tweede doctoraat en bleef daarna tot 1987 als postdoctoraal onderzoeker verbonden aan de universiteit. In dat jaar werd hij aan de Universiteit van Lausanne gewoon hoogleraar Sanskriet en Indische studies, waar hij aanbleef tot zijn emeritaat in 2011.

## Werk
Bronkhorst publiceerde meer dan 200 titels, waaronder 15 boeken. In zijn onderzoek richtte hij zich op de lokale grammatica van het Sanskriet en de interactie tussen brahmanisme, jaïnisme en boeddhisme. Zich richtend op de historische ontwikkeling kwam hij tot het concept van Groter Magadha, waarin hij betoogde dat het gebied rond Magadha voor de komst van het brahmanisme een eigen ontwikkeling kende. Volgens de tot dan toe gangbare theorieën was de vedische tijd, die begon in de Punjab en de westelijke Gangesvlakte, doorgezet in de oostelijkere gebieden, waarna daar een reactie ontstond op de conservatieve śrauta-rituelen van het brahmanisme. Deze reactie zou de śramaṇa-bewegingen van onder meer het jaïnisme en het boeddhisme hebben voortgebracht, maar ook vernieuwingen binnen het brahmanisme zoals die tot uiting kwamen in de Upanishads. Bronkhorst stelde dat de oorspronkelijke ideeën over karma en wedergeboorte (samsara) in Groter Magadha ontstaan waren voordat de vedische cultuur arriveerde. De taal die de inwoners daar spraken, het Magadhi, was weliswaar net als de vedische taal een Middel-Indo-Arische taal, maar de bevolking was al in een eerdere golf naar dit gebied gemigreerd. Het zou geen arianisering of sanskritisering van de lokale bevolking zijn, maar een interactie waarbij de vedische cultuur zich mengde met lokale gebruiken.

## Publicaties
- 2007: Greater Magadha. Studies in the culture of early India, Brill
- 2011: Buddhism in the Shadow of Brahmanism, Brill
- 2016: How the Brahmins Won. From Alexander to the Guptas, Brill